# Trichocerapoda deserta
Trichocerapoda deserta är en fjärilsart som beskrevs av Grinell 1913. Trichocerapoda deserta ingår i släktet Trichocerapoda och familjen nattflyn. Inga underarter finns listade i Catalogue of Life.